# Кандид Трапезундски
Кандид Трапезундски је је ранохришћански светитељ и мученик из ΙΙΙ века. 
Страдао је због исповедања вере у Исуса Христа, у време цара Диоклецијана (284—305) у Трапезунту.
У време прогона хришћана Кандид је заједно са Акилом и Валеријаном побегао у планине Трапезунта (Мала Азија). Међутим, тамо су их врло брзо пронашли прогонитељи и подвргнули најсуровијим мучењим<: тукли су их воловским жилама, пекли врелим гвожђем, солили ране и пекли огњем. Неколико дана касније је придужио им се и свети Евгеније, који је био подвргнут истој тортури. После мучења, четири мученика су бачена у ужарену пећ, и када су из ње изашли неповређени, посечени су мачем. Пострадали су 292. године.
Православна црква прославља светог Кандидада, заједно са Акилом, Валеријаном и Евгенијем 21. јануара по јулијанском календару.
У Житијама светих о њиховом страдању је забележено:
Ови свети добропобедни мученици пострадаше 292 године од војводе Лисија за царовања Диоклецијана и Максимијана. Прва тројица: Валеријан, Кандид и Акила, беху као хришћани ухваћени у горама Трапезунтским. Јер кад беше настало гоњење на хришћане, они оставише домове своје, и имања своја, и сав сујетни свет, и отидоше у горе, волећи да живе са зверима него са богомрским идолопоклоницима. Ухвативши ову тројицу, идолопоклоници их послаше на заточење у покрајину Ласијску, у градић неки, звани Пина. И тамо их безбожници бацише у једну тескобну тамницу. После извесног времена преведоше их у Трапезунт[37], и изведоше пред војводу Лисија. Пошто исповедише веру у Христа, и, приморавани да принесу жртве идолима, не хтедоше, њих најпре голе тукоше силно врловским жилама. Затим их обесише, па гвозденим гребенима стругоше, и буктињама палише. А свете страдалнике крепљаше божанска сила, која им невидљиво присуствоваше у мукама. Та сила изненада толико уплаши мучитеље њихове, да они попадаше као мртви. Видећи то, Лисије се препаде, и нареди те их одведоше у тамницу.
После неколико дана би ухваћен и свети Евгеније, и љуто бијен за исповедање вере у Христа. Затим Лисије оде у идолски храм, и за њим одведоше тамо и мученика Евгенија. Ушавши унутра, Евгеније се помоли Богу, и тог часа попадаше идоли и у прах се претворише. Тада нареди мучитељ, те конопцима везаше светог Евгенија, и на земљу положише, и дебелим моткама силно тукоше. Затим га голог обесише, па гвозденим гребенима стругоше, и буктињама жегоше, и љутим оцтом, са сољу помешаним, ране му заливаше. После тога сву четворицу светих мученика у пећ усијану вргоше, али они изиђоше из ње неповређени. Најзад их мачем посекоше. И тако се завршише муке овах светих мученика.